# (31745) 1999 JN82
1999 JN82 (asteroide 31745) é um asteroide da cintura principal. Possui uma excentricidade de 0.05737270 e uma inclinação de 10.61916º.
Este asteroide foi descoberto no dia 12 de maio de 1999 por LINEAR em Socorro.